# Пуцзе
Айсиньгёро Пуцзе (кит. трад. 愛新覺羅 溥傑, упр. 爱新觉罗 溥杰, пиньинь Àixīnjuéluó Pǔjié; 16 апреля 1907 — 28 февраля 1994) — младший брат последнего маньчжурского императора Пу И. Сын великого князя Чуня и девушки из клана Айсин Гёро — по слухам, внебрачной дочери императрицы Цыси и сановника Жунлу.
В юности вместе с братом был заточён в Запретном городе. Однажды юный император закатил скандал, увидев на брате кафтан жёлтого цвета, символизирующий императорскую власть. В 1924 году его женили на родственнице-маньчжурке, но супруги не жили вместе. С 1929 года учился в Японии, где окончил элитную школу Гакусюин и Военную академию.
В связи с началом японской экспансии в Маньчжурию и бездетностью его старшего брата правительственные круги Японии заинтересовались вопросом о наследнике маньчжурского престола. С целью привязать Пуцзе к Японии ему было предложено выбрать жену по фотографиям родственниц Хирохито. Выбор принца остановился на Хиро Саге (1914—1987). Они сочетались браком в Токио в 1937 году, а потом поехали жить ко двору Пу И в Чанчуне.
К началу Советско-японской войны в 1945 году Пуцзе возглавлял императорскую гвардию. После того, как сорвалась попытка побега императорского семейства в Японию, Пуцзе пытался сдать Чанчунь войскам гоминьдана. Он был взят в плен Красной Армией и вместе с братом провёл 5 лет в лагерях Читы и Хабаровска. После выдачи китайским коммунистам содержался в лагере для военных преступников.
За примерное поведение был выпущен на свободу и с подачи Чжоу Эньлая в 1961 году поселился в Пекине вместе с женой и младшей дочерью. Старшая дочь, Хуэйшэн, в 19-летнем возрасте была найдена застреленной. Обстоятельства её гибели до сих пор вызывают споры. В 1978 году Пуцзе был избран депутатом Всекитайского собрания народных представителей и десять лет спустя вошёл в состав президиума. Также входил в Постоянный комитет Политбюро ЦК КПК и стал вице-председателем одной из парламентских комиссий.
Выступал консультантом на съёмках Бернардо Бертолуччи фильма «Последний император», одним из героев которого он был. После смерти Пуцзе в 1994 году права на маньчжурский престол унаследовал его младший брат, Пужэнь.